# Höhronen
Der Höhronen ist eine Hügelkette in den schweizerischen Voralpen mit einer Höhe bis zu 1229 m ü. M.
Das Massiv liegt in der so genannten «Glaziallandschaft zwischen Lorzentobel und Sihl mit Höhronenkette und Moorlandschaft Schwantenau», die im Bundesinventar der Landschaften und Naturdenkmäler von nationaler Bedeutung definiert ist.

## Lage
Die Hügelkette der Höhronen liegt in den Kantonen Schwyz, Zug und Zürich zwischen der Altmatt und dem Sihltal in der Schweiz.
Am Fuss der Südflanke mit dem Gutschwald liegt das Hochmoor zwischen Biberbrugg und Rothenturm. Die Nordflanke fällt zum Sihltal ab. Der eigentliche Höhronen beginnt bei der Langenegg auf einer Höhe von 1089 Meter. Nach Norden fliesst der Nettenbach, dessen Tal zum Kanton Schwyz gehört, und südwärts der Ijenbach. Im Osten steigt die Hügelkette an bis zum höchsten Punkt mit 1229 Metern. Hier trifft von Osten aus dem Nettenbachtal die Kantonsgrenze zwischen Zürich und Schwyz auf den Hauptkamm.
Der Wald auf dem Gebiet des Kantons Zürich heisst Richterswiler Egg. Der bewaldete Grat fällt vom höchsten Punkt stetig zum Dreiländerstein auf 1186 m ü. M. am Dreikantonseck mit Zürich und Schwyz am Nordhang und Zug auf der Südseite.

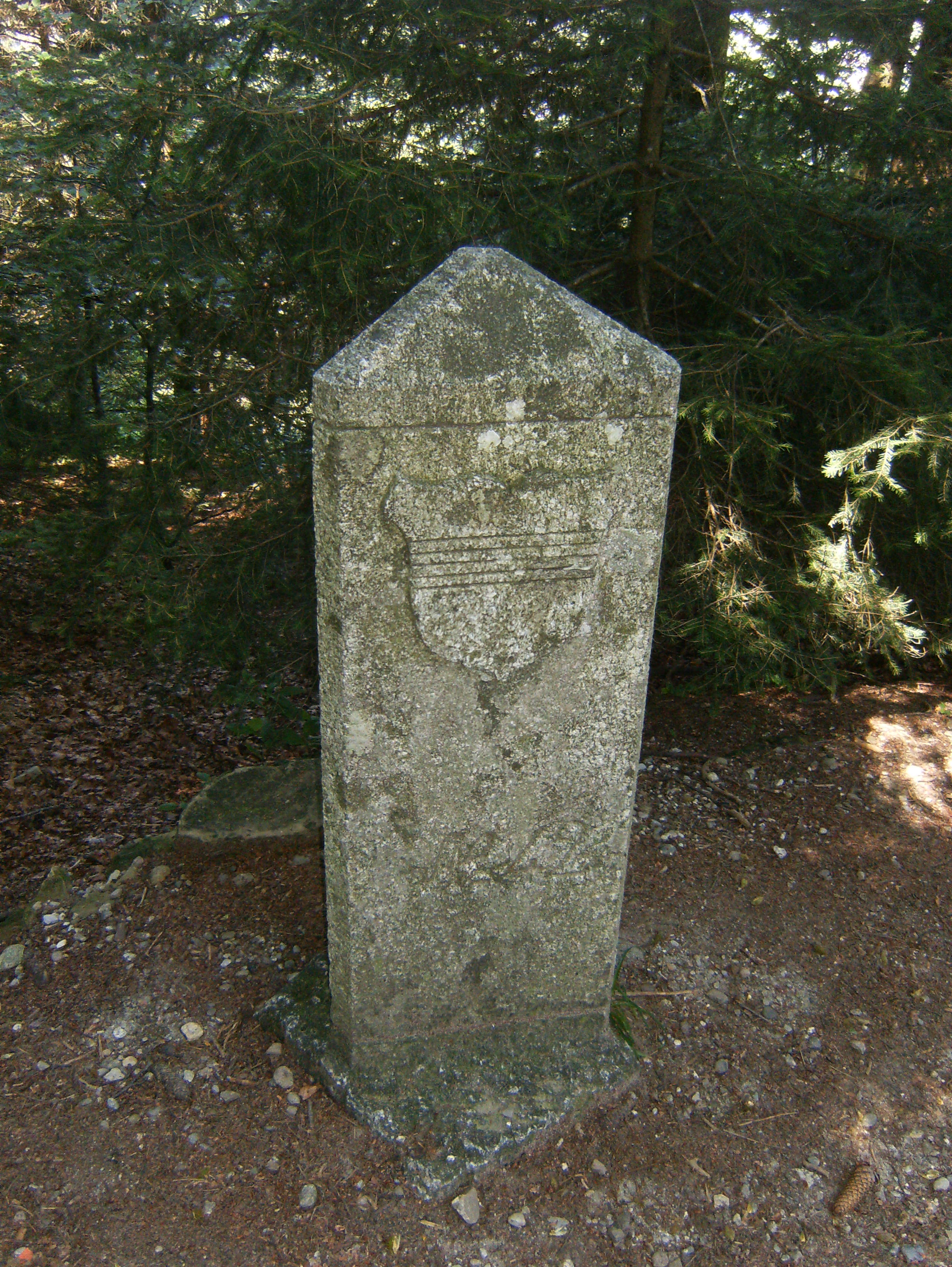
Grenzstein am Dreikantonseck von Zürich, Schwyz und Zug,

Von hier steigt der Hauptkamm kurz an und bildet die Grenze zwischen Schwyz und Zug. Bei der zweiten Erhebung dem Wildspitz mit einer Höhe von 1205,3 m fällt die Kantonsgrenze zwischen Zug und Schwyz, südwärts zum Hochmoor ab. Die Hügelkette fällt sanft bis zum Chrüz (1072 m) und noch ein wenig weiter ab. Bis zum ehemaligen Standort des Höhronenturm, mit einer Höhe von 1061 m, hier befand sich zwischen 1991 und 2004 ein Swisscom-Sendemast. Danach fällt der Kamm steil bis zum Alp-Durchbruch ab.

## Der Höhronenturm
Der Höhronenturm war ein Sendeturm der Swisscom auf dem Höhronen in der Gemeinde Feusisberg. Der Kern des Turms bestand aus einem sechseckigen 50 Meter hohen Betonhohlkörper, um den die Plattformen mit den Richtfunkantennen angebracht waren.

### Geschichte
Bereits Ende 1981 reichte die ehemalige PTT (heute Swisscom) ein Baugesuch zur Errichtung einer Richtstrahlantenne für die drahtlose Kommunikation im Waldgebiet auf dem Höhronen sowie anfangs 1982 ein Gesuch zur Rodung eines Waldstückes ein. Durch Einsprachen der Schweizerischen Stiftung für Landschaftsschutz und Landschaftspflege und des Schweizerischen Heimatschutzes folgte ein juristisches Hin und Her.
Die Gegner waren aus Gründen des Landschaftsschutzes der Ansicht, dass der Turm auch an einem anderen Ort gebaut werden könne, die PTT hingegen beharrte auf ihrer Standortgebundenheit sowie der Notwendigkeit des Höhronenturms zur Erfüllung ihres Leistungsauftrages.
1989 bewilligte das Bundesgericht den Bau und der Turm wurde 1991 in Betrieb genommen. Nachdem die PTT nie die volle Kapazität des Turmes ausgenutzt hatte und die Richtstrahltechnik inzwischen überholt war, plante die Swisscom 2003 den Abbruch des Turmes.
Nachdem der Bau so viele Widerstände geweckt hatte, wiederholte sich nun – beim geplanten Abbruch – dasselbe noch einmal. Sowohl der Architekt des Turmes als auch verschiedene Politiker wehrten sich gegen den Abbruch des Turmes. Neben Bedenken über Sicherheitsrisiken bei einem Abbruch wurde auch immer wieder der noch tadellose Zustand des Turmes genannt, welche einen Abbruch nicht rechtfertigen würden. Verschiedene Ideen der Umnutzung zur Forschungsstation oder zum Aussichtsturm (bei schönem Wetter reicht die Aussicht vom Schwarzwald über den Zürichsee, die Rigi und den Titlis bis zu den Urner Alpen) stiessen bei der Swisscom auf taube Ohren.
Die Swisscom beharrte jedoch darauf, dass das Bundesgericht damals ihren Entscheid mit der Versorgungssicherheit begründet hatte. Da die Swisscom die Richtstrahltechnik, welche inzwischen durch die Glasfasertechnik ersetzt worden ist, nicht mehr benötigt, müsse sie auch den Turm abbrechen. 2004 wurde der Turm gesprengt.